# تاتسورو ياموتشي
تاتسورو ياموتشي (باليابانية: 山内 達朗) (23 يناير 1994 في يوميتان، أوكيناوا في اليابان – )؛ هو لاعب كرة قدم ياباني سابق كان يلعب كمهاجم.

## وصلات خارجية
- تاتسورو ياموتشي على موقع رابطة كرة القدم اليابانية للمحترفين (اليابانية)
- تاتسورو ياموتشي على موقع عالم كرة القدم.نت (الإنجليزية)